# Студент (часопис)
Студент је студентски часопис Београдског универзитета који издаје Савез студената Београда. Први број Студента изашао је 15. марта 1937. године. Покретач листа био је Иво Лола Рибар.
Међу уредницима Студента налазе се следећа имена: Душан Макавејев, Драган Амброзић, Слободан Вуксановић, Милорад Вучелић, Миодраг Перишић...

## Историјат

### Предратни период (1937—1940)
Часопис Студент је почео са радом у предратном Београду, као аутентични левичарски омладински лист. Редакција је формирана у замајцу студентског самоорганизовања. У годинама које су претходиле оформљене су и Здравствено потпорно удружење студената, Студентска задруга... Већ од самог почетка Студент су пратиле цензура и забране. Према тврдњама Богдана Пешића, првог уредника листа, често су цензори тј. припадници полиције чекали у самим штампаријама не би ли одмах по изласку из штампарске пресе запленили часопис. У тим првим годинама Студента, органи тадашње државе Краљевине Југославије оформили су „Студентски Гласник“, као конкурентни лист Студенту.

### Педесете и шездесете
У новоформираној држави СФР Југославији (претходно ФНРЈ) Студент је кренуо из позиције свог предратног конкурента тј. постао је финансиран од државе. Издавач је тада, па све до распада једнопартијског система, била Конференција Савеза социјалистичке омладине Србије. Без обзира на чврсто партијско вођство државе, Студент је и у овим годинама успео да одржи критизерски дух. У земљи једнопартијског политичког система омладинска штампа је била један од ретких медија који је могла да са релативном слободом критикује стање у земљи и политичко вођство. Ова ће чињеница нарочито доћи до изражаја у догађајима из 1968. године.
Уредници из тог времена били су: Јосип Франић, Александар Ненадовић, Милан Вукос, Мухарем Первић, Гојко Милетић, Мирко Милорадовић, Ђоко Стојчић, Шпиро Галовић, Раде Кузмановић, Ђорђе Вуковић, Небојша Драгосавац.

### Шездесет осма (1968)
Буђење студентског покрета широм Европе није заобишло тадашњу Југославију. Студентски протести у Београду били су први протести било ког типа након Другог светског рата. Овај догађај пратио је и пораст општег интересовања за студентску штампу. Студент је у тим данима излазио дневно и бивао забрањиван. Часопис је тада забележио рекордан тираж од 80.000 примерака. Крај протеста обележен је на насловној страни Студента великом црном тачком.

### Седамдесете и осамдесете
Паралелно са растом популарности Студента, широм читаве СФРЈ омладинска гласила су у овом периоду „доживела процват“. Поред Студента, међу најпопуларнијим листовима овог типа били су и београдски „Видици“, словеначка „Младина“ и хрватски „Полет“. Уставне промене, смрт Јосипа Броза и „Нови талас“ у музици створили су већи тематски простор за рад ових листова. Иако је и у овом годинама Студент бивао забрањиван, сваки број је неприкривено критиковао лицемерство и непринципијелности тадашњег социјалистичког друштва.

### Деведесете
Увођење вишепартијског система у Србију обележено је распадом дотадашње земље. Иако пред налетом националне еуфорије, Студент се у првим годинама деведесетих није много променио. Осим формата, све остало је било неизмењено. Други рекордни тираж лист је забележио током демонстрација 9. марта 1991. године и мерио се у десетинама хиљада примерака. Однос редакције према владајућој Социјалистичкој партији Србије и узурпација ССБ-а (и садашњег званичног издавача листа) од стране партијских структура, резултовао је сменом целе редакције. У годинама које следе, Студент је постао гласник СПС-а, што је трајало све до 5. октобра 2000. године.

### Од Петог октобра до данас
Са променом политичког вођства у Србији дошло је и до промена у уређивачкој политици. Студент је у првим годинама 
XXI века и даље једини универзитетски лист на Београдском универзитету. Поред академских питања бави се друштвом, културом и спортом. Издавач је Савез студената Београда, највећа студентска организација овог типа на просторима бивше југославије. Од новембра 2006. године, Студент је део Student Press In Europe (SPINE).